# Cyanotis
Cyanotis är ett släkte av himmelsblomsväxter. Cyanotis ingår i familjen himmelsblomsväxter.

## Bildgalleri

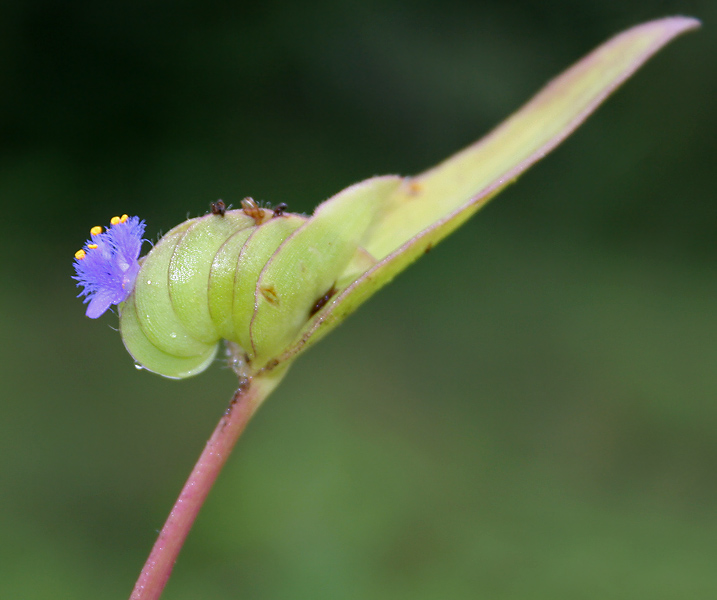
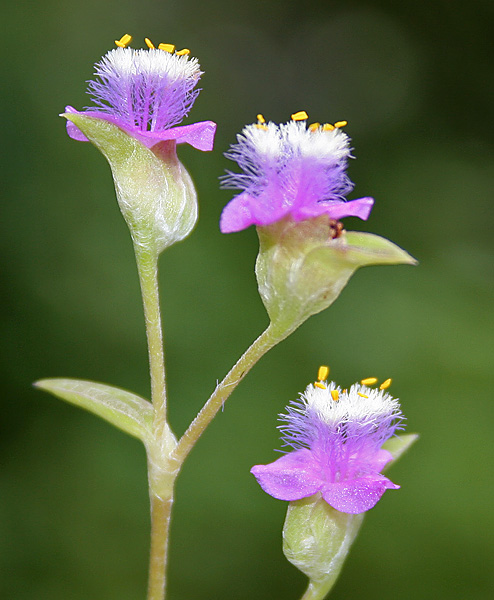

## Dottertaxa tillCyanotis, i alfabetisk ordning[1]
- Cyanotis adscendens
- Cyanotis ake-assii
- Cyanotis angusta
- Cyanotis arachnoidea
- Cyanotis arcotensis
- Cyanotis axillaris
- Cyanotis barbata
- Cyanotis beddomei
- Cyanotis burmanniana
- Cyanotis caespitosa
- Cyanotis cerifolia
- Cyanotis ceylanica
- Cyanotis cristata
- Cyanotis cucullata
- Cyanotis cupricola
- Cyanotis dybowskii
- Cyanotis fasciculata
- Cyanotis flexuosa
- Cyanotis foecunda
- Cyanotis ganganensis
- Cyanotis grandidieri
- Cyanotis hepperi
- Cyanotis homblei
- Cyanotis karliana
- Cyanotis lanata
- Cyanotis lapidosa
- Cyanotis longifolia
- Cyanotis loureiroana
- Cyanotis lourensis
- Cyanotis minima
- Cyanotis nilagirica
- Cyanotis nyctitropa
- Cyanotis obtusa
- Cyanotis pachyrrhiza
- Cyanotis paludosa
- Cyanotis papilionacea
- Cyanotis pauciflora
- Cyanotis pedunculata
- Cyanotis pilosa
- Cyanotis polyrrhiza
- Cyanotis racemosa
- Cyanotis repens
- Cyanotis reutiana
- Cyanotis robusta
- Cyanotis scaberula
- Cyanotis somaliensis
- Cyanotis speciosa
- Cyanotis thwaitesii
- Cyanotis tuberosa
- Cyanotis vaga
- Cyanotis vaginata
- Cyanotis villosa